# Mutual Broadcasting System
Mutual Broadcasting System (также известная как Mutual, MBS, Mutual Radio или Mutual Radio Network) — американская коммерческая радиосеть, существовавшая с 1934 по 1999 год. В золотую эру радио, Mutual была известна как родная радиосеть для Одинокого рейнджера, Приключений Супермена и The Shadow. Многие годы являлась общенациональным вещателем Major League Baseball (включая матчи всех звёзд и мировую серию), National Football League и игры Notre Dame. Начиная с середины 1930-х и вплоть до закрытия в 1999 году Mutual имела очень уважаемую новостную службу, которую дополняли разнообразные популярные шоу комментаторов. С конце 1970-х годов сеть стала пионером в формате ток-шоу с приёмом звонков слушателей и представила США Ларри Кинга.
В начале 1970-х годов, последовав примеру своего конкурента в лице ABC, Mutual запустила четыре дочерних радиосети: Mutual Black Network (MBN) (первоначально под названием «Mutual Reports»), в настоящее время известна как American Urban Radio Networks (AURN); Mutual Cadena Hispánica («Mutual Spanish Network»); Mutual Southwest Network и Mutual Progressive Network (в 1980 году была переименована в «Mutual Lifestyle Radio», через три года закрылась).
Являясь одной из четырёх общенациональных радиосетей эры американского классического радио, Mutual десятилетиями имела наибольшее число филиалов одновременно с наименее стабильным финансовым положением (что предотвратило расширение Mutual в сферу телевизионного вещания после второй мировой войны, как у оставшихся трёх сетей). Первые 18 лет своей истории Mutual контролировалось и управлялось кооперативно (похожую систему в настоящее время использует National Public Radio), что отличало её от корпоративных конкурентов. Станции участники Mutual делили между собой расходы на создание, трансляцию и рекламу программ, а также рекламные отчисления. 30 декабря 1936 года Mutual Broadcasting System начало вещание на западном побережье США, тем самым окончательно оформив сеть филиалов по всей стране. После покупки General Tire контрольного пакета акций в 1952 году, бизнес-структура сети претерпела изменения из-за серии покупок ряда региональных и локальных радиостанций.
После продажи сети в 1957 году, руководство Mutual было в значительной степени отделена от обслуживаемых ею станций, что привело к более традиционной нисходящей модели производства и дистрибуции программ. Вскоре после смены владельца один из новых руководителей сети обвинялся в получении денег за использование Mutual в качестве инструмента для иностранной пропаганды. Репутация сети была серьёзно подорвана, но в дальнейшем смогла восстановиться. В последующие годы Mutual несколько раз менял владельцев — даже без учёта слияний и приобретений, купившая сеть в 1985 году её последняя прямая корпоративная материнская компания Westwood One являлась седьмым по счёту в списке владельцев, наследовавших General Tire.

## История

### 1934—1935: запуск
Попытки создать кооперативно управляемую радиосеть предпринимались с 1920-х годов. В 1929 году четыре радиостанции с крупных медиа-рынков Детройта, Нью-Йорка, Цинциннати и Чикаго сформировали свободную конфедерацию Quality Network. Через пять лет радиостанции WOR из Ньюарка (принадлежала подразделению R.H. Macy and Company Bamberger Broadcasting Service; в 1949 году с началом вещания WOR-TV BBS был переименован в General Teleradio из-за роста вложений General Tire & Rubber в телестанцию), WGN из Чикаго (контролировалась подразделением Chicago Tribune WGN Inc.), WXYZ из Детройта (Kunsky-Trendle Broadcasting) и WLW из Цинциннати (Crosley Radio Company) создали аналогичное объединение Mutual Broadcasting System.[a]. Сеть была создана 29 сентября 1934 года, когда участники договорились об использовании оборудования и согласились коллективно заключать контракты с рекламодателями на свои сетевые шоу. Признанными лидерами были WOR и WGN, расположенные на двух крупнейших рекламных рынках и создававшие большую часть программирования. 29 октября 1934 года была зарегистрирована Mutual Broadcasting System, Inc., в которой Bamberger и WGN Inc. владели 50 % акций (пять акций из десяти).
Уже существовавшие три общенациональные радиосети Columbia Broadcasting System и принадлежавшие National Broadcasting System Red network и Blue network управлялись корпоративно: программы производились самой сетью силами рекламных агентств на средства выкупавших эфир спонсоров, которые распространялись среди филиалов, большая часть которых были независимы. В отличие от них, Mutual Broadcasting System функционировало как совместное предприятие, в котором программы создавались и распространялись её участниками. Большая часть программного контента от WOR и WGN составляли музыкальные программы и недорогие драматические сериалы. WOR имел антологию ужасов The Witch's Tale, а WGN — популярный комедийный сериал Лам и Абнер. Детройтская WXYZ создавала Одинокого рейнджера, который с момента появления в 1933 году уже пользовался спросом. Часто высказывалось мнение, что Mutual было создано для сериалов-вестернов, но Лам и Абнер в те времена был не менее популярен. Рекламировавшая себя как «национальная станция» WLW в мае 1934 года начало ночное вещание на мощности 500 тыс. ватт, что в десять раз превышало стандарт чистого канала.
24 мая 1935 года радиосеть провела первый прямой эфир, транслируя впервые прошедший ночью бейсбольный матч между Цинциннати Редс и Филадельфия Филлис. В сентябре WXYZ присоединилось к NBC Blue, хотя по условиям контракта Одинокий рейнджер продолжил выходить на Mutual по три раза в неделю вплоть до лета 1942 года. Образовавшуюся дыру на рынке Детройта быстро заполнила расположенная на другом берегу одноимённой реки радиостанция CKLW из канадского Виндзора. В октябре была начата растянувшаяся на десятилетия трансляция игр бейсбольной Мировой серии, с распределением эфира между Бобом Элсоном и Квином Райаном с WGN и Редом Барбером из WLW (в том году NBC и CBS также транслировали серию; совместная работа трёх радиосетей продлилась вплоть до 1938 года). Осенью Mutual начал транслировать игры команды по американскому футболу Notre Dame, партнёрство с которой растянулось на десятилетия. С самого начала Mutual демонстрировал скромные финансовые показатели: за первые одиннадцать месяцев 1935 года реклама дала 1,1 млн долл. заработка, в то время как у NBC и CBS этот показатель составлял 28,3 и 15,8 млн долл.

### Конец 1930-х: экспансия
С уходом WLW осенью 1936 года Mutual потерял ещё одного основателя, но в этот момент она пребывала в процессе масштабного расширения: первой группой станций, подписавших с ней контракт стала Colonial Network Джона Шеппарда, состоявшая из тринадцати радиостанций Новой Англии с флагманской станцией в лице бостонской WAAB. Сам Шеппард был связан с основанием Mutual и входил в её совет директоров. Кливлендская WGAR также стала филиалом, как и ещё пять радиостанций со Среднего Запада: KWK (Сент-Луис).; KSO (Де-Мойн); WMT (Седар Рапидс); KOIL (Омаха) и KFOR (Линкольн) В декабре лидирующая региональная радиосеть западного побережья США Don Lee Network ушла от CBS чтобы стать ключевым партнёром в Mutual. Don Lee предоставил в пользование четыре контролируемые и управляемые радиостанции (KHJ (Лос-Анджелес), KFRC (Сан-Франциско), KGB (Сан-Диего) и KDB (Санта-Барбарра)) наряду с шестью калифорнийскими и двумя гавайскими филиалами. С этого момента Mutual имела национальное покрытие. В 1936 году сеть отказалась от предложения о покупке со стороны кинокомпании Warner Bros..
В январе 1937 года WAAB была объединена с другой бостонской радиостанцией Шеппарда WNAC, бывшей флагманской станцией Yankee Network (сети радиостанций Новой Англии, состав участников которой частично совпадал с Colonial network). и ранее бывшей филиалом CBS Radio и NBC Red. Вскоре к списку партнёров добавились Texas Network с 23-мя радиостанциями. и принадлежавшая газете The Plain Dealer United Broadcasting Company со своей главной станцией WHK, в то же время WGAR вышла из объединения. За несколько лет United Broadcasting Company стала центральным участником радиосети и её акционером. К концу 1938 года Mutual имело 74 эксклюзивных партнёра. Несмотря на царившее у CBS и NBC скептическое отношение к двойному подключению, сеть позволила 25 филиалам также ретранслировать NBC, а 5 — CBS. Со 104 филиалами Mutual была недалеко от лидеров отрасли, но сеть всё равно пребывала в невыгодном положении из-за корпоративной мощи NBC и CBS и того факта, что львиная доля наиболее крупных радиостанций страны успели подписать с ними договора ещё до её возникновения.

#### Программирование:The Shadowи новостная составляющая

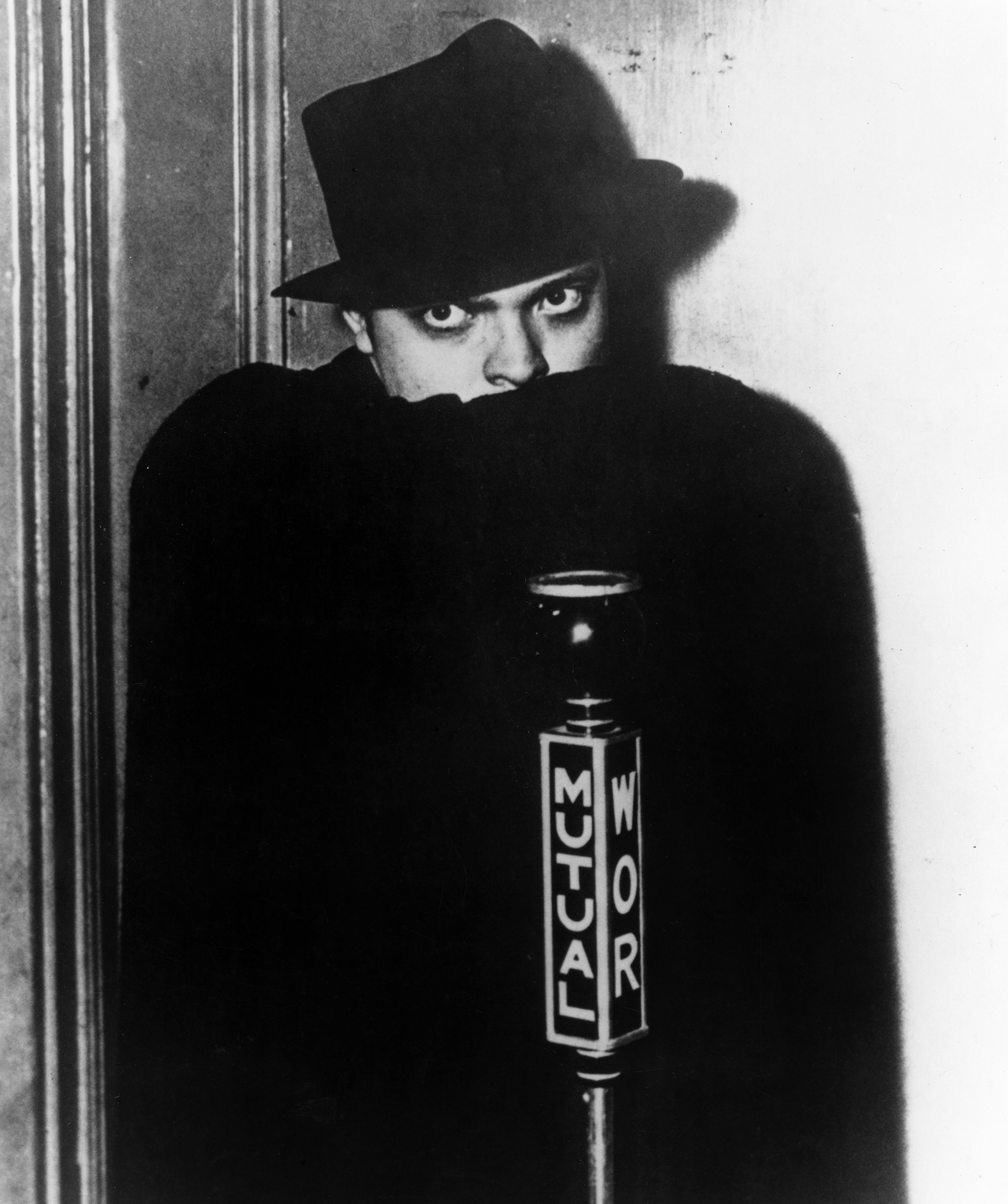
Орсон Уэллс в образе The Shadow.

В 1936 году была запущено первое шоу советов The Good Will Hour с ведущим Джоном Дж. Энтони, спонсируемое гуру физической культуры Бернаром Макфадденом. Сама программа была вариацией выходившей в 1932 году на нью-йоркской радиостанции Ask Mister Anthony, «посвящённой помощи людям, страдающим от устаревшего кодекса семейных отношений». Энтони, которого в реальности звали Лестер Кролл, обладал большим жизненным опытом (однажды он был заключён в тюрьму за неуплату алиментов). В июле 1937 года состоялась премьера радиопостановки в семи частях Отверженных, режиссёром, сценаристом и продюсером которой выступил Орсон Уэллс, а в ей создании впервые приняли участие актёры связанного с ним Mercury Theatre. 26 сентября 1937 года состоялась премьера радиосериала Тень[b], ставшей одной из популярнейших радиопрограмм и опорой сети на полтора десятилетия. В первый год трансляции Уэллс озвучивал главного героя и его альтер эго Ламонта Крэнстона. Сначала он играл свою роль анонимно, но «ничто, связанное с Уэллсом, не может оставаться надолго в секрете».
В апреле 1938 года MBS выпустила в эфир Зелёного шершня, ранее выходившего у WXYZ. Сериал выходил дважды в неделю вплоть до ноября 1939 года, когда перешёл на NBC Blue (осенью 1940 года сериал ненадолго вернулся на Mutual). Сеть также предоставил общенациональный эфир Джеймсу Кайсеру и его радиошоу Kollege of Musical Knowledge, чей успех в дальнейшем позволил ему перейти на NBC и к гораздо большей аудитории. К маю 1939 Mutual начала транслировать автогонки Indianapolis 500, а осенью радиосеть получила эксклюзивные права на показ Мировой серии (CBS и NBC запретило своим филиалам ретранслировать эту программу, несмотря на предложение MBS).
Радиосеть также начала выстраивать сильную новостную службу, в борьбе с конкурентами делая упор на качество, а не на бюджет. Репортажи репортёра WOR Гэбриел Хиттер с процесса века — похищения детей Линдберга в 1935 году получали высокую оценку; вскоре Хиттер получил собственную новостную программу, выходившую пять раз в неделю. В 1936 году, снова в партнёрстве с WOR, Mutual начал транслировать репортажи комментатора Рэймонда Грэма Свинга, ставшего одним из влиятельнейших американских аналитиков по международным делам. В ноябре 1937 года консервативный комментатор Фултон Льюис-младший, чьи эфиры транслировалась на филиале Mutual WOL, стал первым общенациональным радиоведущим, чьи эфиры начали выходить в эфир из Вашингтона. В 1938 году сеть начала ретранслировать новостные репортажи BBC и англоязычные выпуски новостей из континентальной Европы, а также направлять своих журналистов в Европу (среди них были Джон Стил, Уэверли Рут, Артур Манн, Виктор Луисинчи и первая женщина - иностранный корреспондент на американском новостном радио Сигрид Шульц).

### 1940-е: «Большая четвёрка»
До января 1940 года шесть групп в той или иной степени несли расходы по эксплуатации сети: станции WGN и WOR владели всеми акциями корпорации и гарантировали покрытие любого дефицита; Colonial Network, Don Lee System и группа станций Cleveland Plain Dealer несли ответственность за текущие расходы. Новый контракт, вступающий в силу 1 февраля 1940 года, предусматривал внесение членских взносов для всех вышеупомянутых групп плюс радиостанции CKLW в Детройте-Виндзоре. Эти группы теперь соглашаются взять на себя расходы и стать акционерами сети. Операционный совет сети состоял из представителей каждой из этих групп, а также дополнительных представителей, назначенных другими аффилированными станциями.
В состав учредителей вошли владельцы радиостанции WKRC из Цинциннати, заменившей на этом рынке WLW. Теперь Mutual имела сто акций, распределённых следующим образом:
| Акционер                     | Головная радиостанция       | Доля |
| ---------------------------- | --------------------------- | ---- |
| Bamberger Broadcasting       | WOR                         | 25   |
| WGN Inc.                     | WGN                         | 25   |
| Don Lee Network              | KHJ                         | 25   |
| Colonial Network             | WAAB                        | 6    |
| United Broadcasting          | WHK                         | 6    |
| Western Ontario Broadcasting | CKLW                        | 6    |
| The Cincinnati Times-Star    | WKRC                        | 6    |
| Фред Вебер                   | генеральный менеджер Mutual | 1    |
В 1941 году официальным городом лиценции WOR стал Нью-Йорк. За два года филиалы Colonial Network и её доля перешла к Yankee Network; WNAC стала единственной флагманской радиостанцией, WAAB переехала в Вустер в центральном Массачусетсе с целью избежать ограничений на дуополию. WBZ заняла слот в качестве филиала NBC Red в Бостоне, WNAC перешла на Mutual. В январе 1943 года Федеральная комиссия по связи (ФКС) одобрила продажу Yankee Network вместе с WNAC, тремя другими управляемыми и принадлежащими радиостанции, её контрактами с 17 дополнительными филиалами и долей в Mutual расположенной в Огайо компании General Tire and Rubber Company.
К 1940 году по числу филиалов Mutual был на одном уровне с лидерами рынка[c], но так как они в основном располагались на маленьких рынках или имели малую долю на рынках крупных, сеть отставала от своих конкурентов по рекламным доходам (в том году доход NBC оказался в одиннадцать раз больше, чем у Mutual).[d] В 1941 году ФКС призвала NBC избавиться от одной из своих радиосетей, ибо компания «использовала [NBC] Blue для предотвращения конкуренции с [NBC] Red;…. Mutual был лишён присутствия или полноценного допуска ко многим важным рынкам». 10 января 1942 года Mutual подал судебный иск на 10,275 млн долл. против NBC и её материнской компании RCA, обвиняя их в заговоре «препятствования и ограничения свободной и честной работе Mutual в качестве общенациональной радиосети». Победа ФКС в Верховном суде в 1943 году привела к продаже голубой сети и отзыву иска Mutual. Эти события имели для MBS скорее символическое, чем практической значение, ибо передача станций NBC Blue новой American Broadcasting Company слабо помогало укреплению позиций самой MBS. В 1945 году сеть имела 384 филиала, а к декабрю 1948 года Mutual Broadcasting можно было услышать на более чем 500 радиостанциях по всей стране. Но этот рост не отражал способность Mutual привлекать к сотрудничеству крупные станции, принадлежащие её корпоративным конкурентам. Упрощение технических стандартов для местных радиостанций со стороны ФКС облегчило появление новых игроков на маленьких рынках: между 1945 и 1952 годами число AM станций выросло с 940 до 2350. И хотя к этому времени MBS имела филиалов больше, чем любая другая радиосеть, в основном, согласно оценке Верховного суда, они оставались «менее желанными по частоте, мощности и охвату». Так, в послевоенную эпоху CBS и NBC покрывали Северную Каролину с помощью четырёх радиостанций, в то время как Mutual для этого потребовалось четырнадцать.
Позже в этом десятилетии существовала краткосрочная идея запуска телевизионной сети Mutual, в процессе работы над которой велись переговоры с Metro-Goldwyn-Mayer. Так, принадлежавшая Bamberger Broadcasting WOR-TV и WOIC сохранило бланк «Mutual Television». Однако помимо этого нет никаких свидетельств о существовании проекта по созданию совместной видеослужбы. Планы так и остались на бумаге, и Mutual осталась единственной из «большой четвёрки» американских радиосетей, не создавшей собственную телесеть. При этом это не значит, что группа не оказала влияние на развитие коммерческого телевидения в США: несколько её филиалов запустили собственные телестанции, которые часто становились филиалами ABC, NBC, CBS или DuMont, а сам MBS владел правами на ряд радиосериалов, которые успешно перешли на телеэкран (среди них — прообраз таблоидных ток-шоу Leave It to the Girls и реалити-шоу Queen for a Day[e]).

#### Программирование: Вторая мировая война и «Приключения Супермена»

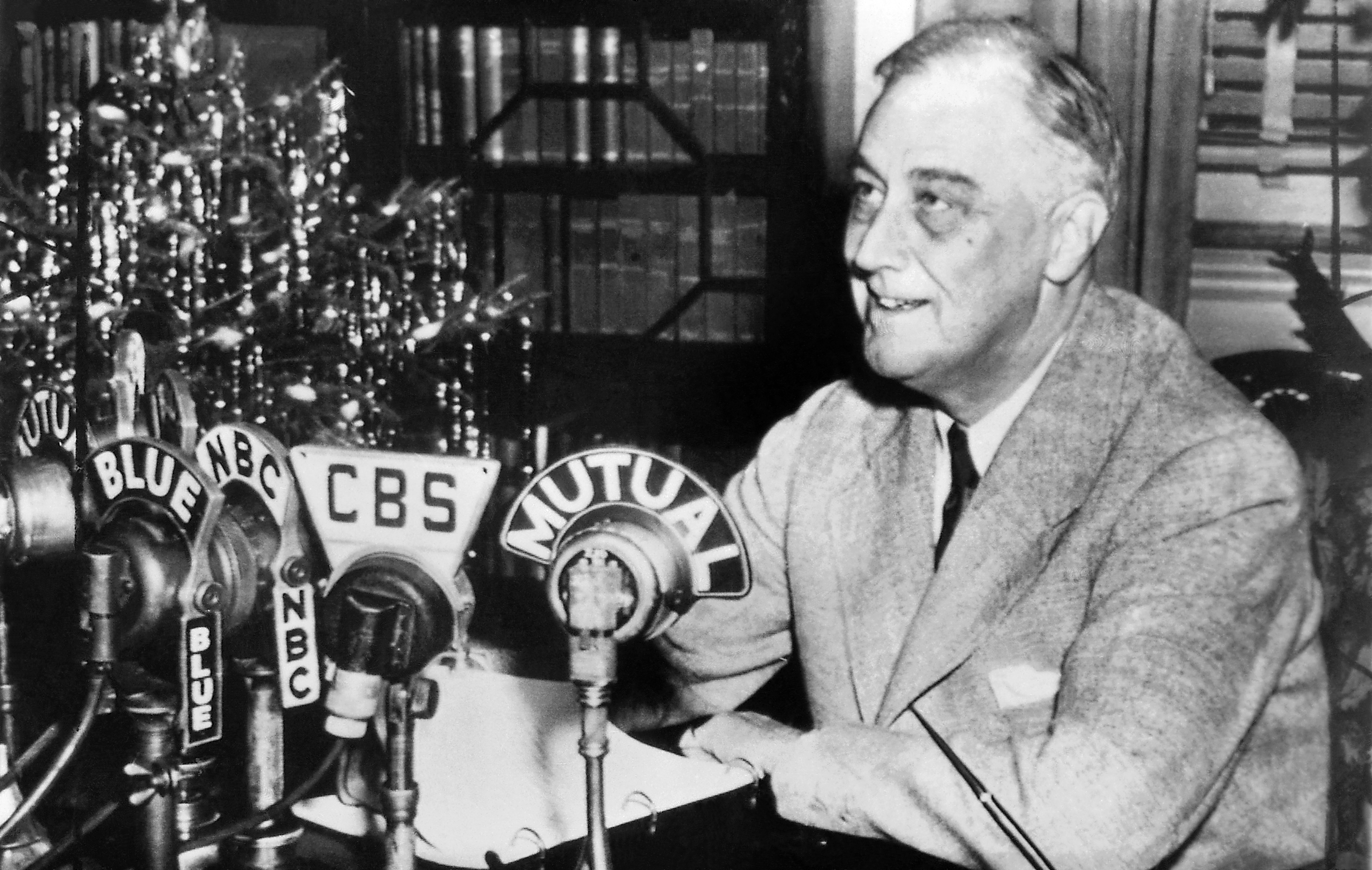
Президент Франклин Рузвельт рассказывает о Тегеранской и Каирской конференциях по радио, 24 декабря 1943 года.

В 1940 году к новостному коллективу присоединился Седрик Фостер, ставший первым общенациональным дневным комментатором. 8 декабря этого года сеть впервые на всю страну транслировала финальную игру чемпионата НФЛ между Чикаго Беарз и Вашингтон Редскинз. Последующие пять лет Mutual в освещении событий второй мировой войны не отставала от своих более богатых корпоративных конкурентов, имея полевыми корреспондентами Генри Шапиро и Пьета Ван Т Веера и комментаторов вроде бывшего сотрудника CBS Сесила Брауна. В воскресенье 7 декабря в 14:26 по восточному времени флагманская радиостанция Mutual WOR прервала трансляцию футбольного матча, чтобы первой сообщить о случившейся 63 минутами ранее атаке японцев на Перл-Харбор. В мае 1945 года Сигрид Шультц сделала репортаж из одного из последних обнаруженных концентрационных нацистских лагерей в Равенсбрюке. В следующем месяце состоялась премьера Meet the Press, модератором которой выступила Марта Раунтри. В конце 1940-х годов после своей ссоры с Марроу, Эдвардом Марроу на CBS, на Mutual на 1,5 года для вечерних комментариев перешёл Уильям Ширер Вышедшая в 1948 году четырёхсерийная постановка To Secure These Rights об основании президентом Гарри Трумэном комиссии по гражданским правам, вызвала возмущение многих политиков и партнёров сети на сегрегированном Юге.
В мае 1940 года начал работать Chicago Theater of the Air WGN, где перед живой публикой транслировалась часовая опера и музыкальный театр. К 1943 году еженедельное шоу с участием оркестра и хора записывалось перед публикой в 4 тыс. человек. Chicago Theater of the Air выходило в эфире Mutual вплоть до марта 1955 года. Радиосеть стала первым общенациональным СМИ для сатирика Генри Моргана, чьё шоу Here’s Morgan запустилось в октябре 1940 года. После перехода Одинокого рейнджера на NBC Blue в мае 1942 года, с августа 1942 года по июнь 1949 года Mutual начинает трансляцию взятых у WOR Приключений Супермена. В апреле 1943 года Mutual запустило одну из продолжительнейших программ: основанная на герое детективов Нике Картере Возвращение Ника Картера, позже переименованная в Ник Картер, мастер-детектив, оставалась в эфире вплоть до сентября 1955 года. С мая 1943 по май 1946 года Новые приключения Шерлока Холмса с участием Бэзила Рэтбоуна и Найджела Брюса, которые вновь примерили образ сыгранных ими персонажей в серии фильмов Universal Studios. В 1936 году краткое время выходила первоначальная версия шоу, с сентября 1947 по июнь 1949 года транслировалась менее звёздная версия, a proto-Twilight Zone anthology series. С декабря 1943 по сентябрь 1952 года в эфире еженедельно выходил сериал-антология The Mysterious Traveler, являвшийся предшественником Сумеречной зоны.
В феврале 1946 года Mutual представило викторину Twenty Questions, которая продержалась в эфире семь лет. В октябре стартовал детективный сериал Let George Do It с Бобом Бэйли в главной роли, созданный вместе с Don Lee и просуществовавший до середины 1950-х годов. В 1946 году было запущено утреннее шоу Smile Time со Стивом Алленом, ведшим эфир из лос-анджелесской радиостанции KHJ. В феврале 1947 года было создано религиозно ориентированная программа Family Theater, за 10 с половиной лет эфира её посетили многие известные голливудские актёры. В марте известная звезда CBS Кейт Смит перешла на Mutual, где оставалась до 1951 года с двумя 15-минутными программами: дневной Kate Smith Speaks и вечерней Kate Smith Sings. Радиосеть с июня 1947 по сентябрь 1948 года транслировала получившую одобрение публики постановку Уиллиса Купера Quiet, Please. Также в эфир попала 52-эпизодная драма «Box 13» с участием актёра Алана Лэдда Box 13 о раскрывающем преступления авторе детективов, выходившая с 22 августа 1948 года по воскресеньям и созданная собственной компанией Лэдда Mayfair Productions.

### 1950-е: новый владелец

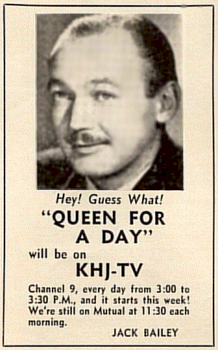
Рекламное объявление о выходе телевизионной версии Queen for a Day с портретом её ведущего Джека Бэйли.

К концу 1950 года управлявшие состоянием Томаса С. Ли (сына Дона Ли, умершего в 1934 году) решили выйти из радиовещания. Don Lee Broadcasting System с основными активами в лице радиостанций KHJ в Лос-Анджелесе и KFRC в Сан-Франциско и долей в Mutual Broadcasting System была продана General Tire за 12,320 млн долл.[f] Примерно в это же время радиосеть приобрела права на телевизионную трансляцию мировой серии и матча всех звёзд на ближайшие шесть лет. Скорее всего Mutual вспомнила о старых амбициях по созданию телесети или воспользовалась старыми деловыми связями, но в итоге права с большой прибылью были проданы NBC.[g]
В 1952 году General Tire приобрело General Teleradio у R. H. Macy and Company, благодаря чему получила контроль над WOR, рядом телестанций и права на одноимённый бренд, под которым все радиовещательные активы были объединены в новое подразделение (ранее Bamberger продал CBS свою вашингтонскую телестанцию WOIC и газету Washington Post). При этом доли WOR, Yanlee и Don Lee в Mutual давали General Tire мажоритарный контроль над радиосетью. В этот год NBC начала борьбу за телевизионные права на показ транслировавшейся на Mutual программы Queen for a Day, показ которой на принадлежащей General Tube лос-анджелесской телестанции KHJ-TV привёл к бешеному вниманию аудитории (показатели превышали совместный результат шести других городских телестанций). Хотя Mutual и не имело телесеть, но она одновременно контролировала одни из самых прибыльных активов в ранней истории коммерческого телевидения.[h]
На тот момент Mutual была крупнейшей радиосетью США по числу партнёров (560), на голову обходя своих главных конкурентов в лице CBS (194) и NBC (191).[i] В 1955 году General Tire расширила свою медийную часть за счёт покупки RKO Pictures у Говарда Хьюз, но через полтора года закрыла киностудию (после многочисленных переименований в 1958 году известную как RKO General). General Tire решила продать свою долю в Mutual, в то же время сохранив имевшиеся радиостанции. В 1956 году General приобрела контрольный пакет ещё одного акционера радиосети в лице Western Ontario Broadcasting и её радиостанции CKLW. В июле 1957 года General Tire продала Mutual группе инвесторов во главе с Армандом Хаммером.

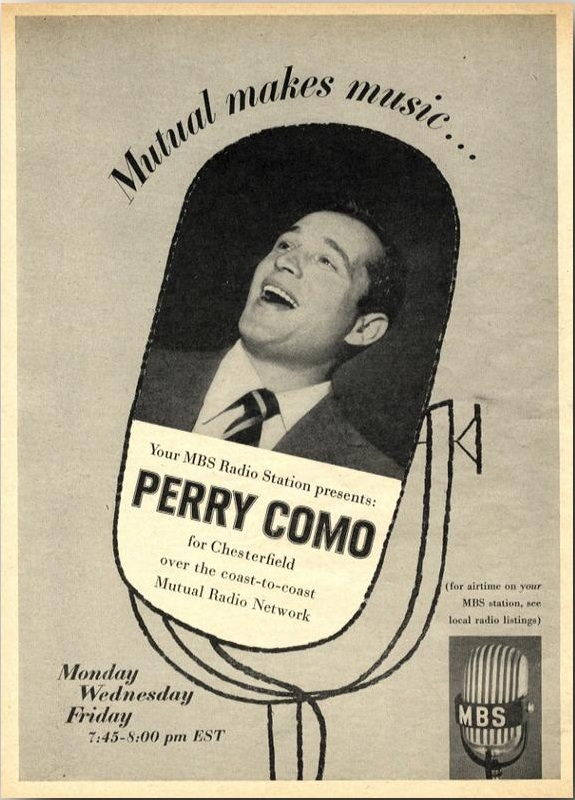
Реклама выступлений певца Перри Комо на Mutual, спонсируемых сигаретами Chesterfield.

В сентябре 1958 года владельцем радиосети стала Scranton Corporation., дочерней компанией F.L. Jacobs Company. Глава последней Александр Гутерма планировал создать медиаимперию, объединив Mutual и недавно купленную Hal Roach Studios, но после допроса федеральными следователями по поводу финансовых нарушений в феврале 1959 года ушёл в отставку. К этому моменту Mutual была в стадии регресса: несколько лет ей управляли незаинтересованные развитием актива владельцы (General Tire и Хаммер), либо преступники (отсидевший в дальнейшем три года в тюрьме Гутерма), в то время как радиоиндустрия начала проигрывать в конкуренции с телевидением (крупные рекламодатели прекращали размещать рекламу). Началось снижение коммерческих ставок, а у сетей начали появляться счета за выход в эфир всё большего числа не поддерживаемых спонсорами программ (англ. sustaining shows), ситуацию не спасло предоставление возможности рекламодателю поддерживать конкретную программу определённое время, а не весь сезон. Потеря ключевых рекламодателей, по словам историка Рональда Гэрея сопровождалась «массовым уходом на телевидение радийных талантов, менеджеров и технических специалистов…. эти люди уносили с собой программы, популяризировавшие радиосети».
Под руководством нового председателя совета директоров Хэла Роуча-младшего, F.L. Jacobs объявило о банкротстве Mutual по 11 статье. В сентябре 1959 года Гутерма, Роуч и вице-президент Scranton Corp. Гарланд Калпеппер были обвинены в нерегистрировании себя в качестве «иностранных агентов». Их обвиняли в секретном получении денег в январе прошлого года от доминиканского диктатора Рафаэля Трухильо за комплиментарное освещение страны и его правительства в новостных программах Mutual Так и не было доказано, выполнил ли уже владевший Mutual Гутерма свою часть сделки, но данный инцидент привёл к отказу от сотрудничества с сетью 130 радиостанций (среди которых была и флагманская WOR). На фоне происходящего предприниматель Альберт Дж. Маккарти взял на себя управление сетью, договорившись о погашении её долгов в 3 млн долл. и начав для неё поиск нового владельца, заинтересованного в долгосрочном управлении активом.

#### Программирование: Корейская война и упадок сериалов

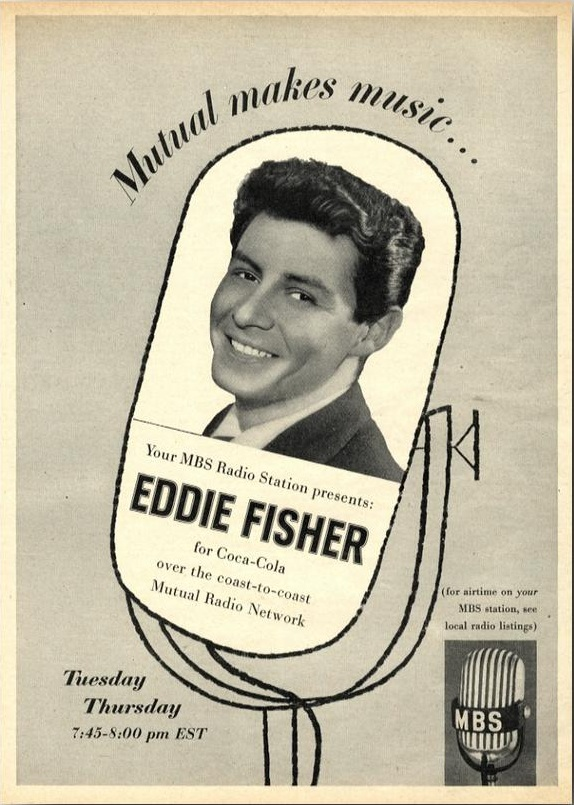
Реклама выступлений Эдди Фишера в эфире Mutual в 1954 году, спонсируемых Coca-Cola.

С началом обострения обстановки на Корейском полуострове в середине 1950-х годов, Mutual начала выпускать по ночам два специальных репортажа с комментариями майора Джорджа Филдинга Элиота (являвшегося в годы Второй мировой войны военным аналитиком CBS). К августу 1950 года радиосеть имела шесть собственных корреспондентов в Корее, больше чем NBC или ABC. В июне 1958 года была запущена ночная 25-минутная информационная программа The World Today с Вестбруком Ван Вурхисом, известный как голос The March of Time.
К концу 1950-х годов Mutual отказалась от оригинальных драматических программ. Однако в начале десятилетия в эфир попал приключенческий сериал Вызов Юкона, который в 1938 году был создан её соучредителем WXYZ. Шоу, впоследствии переименованное в Сержант Престон с Юкона, транслировалось с января 1950 по июнь 1955 года. 15 марта 1950 году радиосеть начала транслировать научную фантастику для взрослых вместе с 2000 Plus, в то время как NBC запустила аналогичную программу Измерение X месяцем ранее. В декабре 1954 года окончилась трансляция Тени', в 1957 году были показаны финальные эпизоды двух последних оригинальных сериалов Counterspy и Gang Busters, которые в начале десятилетия были взяты у других сетей. Только в 1973 году Mutual запустит новый сериал. В 1955 году известный комедийная команда Боб и Рэй перешла с NBC на Mutual ради выступления по пять дней в неделю В январе 1958 года Кейт Смит вернулась для итоговых программ, которые продлятся до августа. Спорт начал занимать всё больше места в сетке Mutual: радиосеть начала регулярно транслировать ежедневные Игры дня MBL, за исключением воскресенья. Это расширение присутствия ежедневных спортивных программ продолжится и в 1960-е годы.[j] В то время как в 1957 году бейсбольные Мировая серия и Матч всех звёзд перешли к NBC, Mutual сохранило эксклюзивные национальные права на радиотрансляцию игр команды Notre Dame по американскому футболу, остававшихся краеугольным камнем всю оставшуюся жизнь данного СМИ.

### 1960-е — 1970-е: суженный фокус

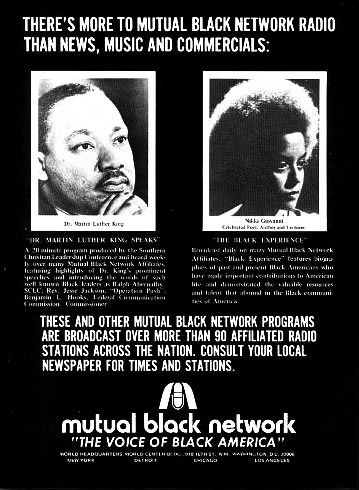
Рекламный плакат Mutual Black Network со слоганом «The Voice of Black America», на котором изображены Мартин Лютер Кинг и поэтесса Никии Джованни.

Весной 1960 года 3M Company выкупила радиосеть, вернув ей столь необходимую операционную стабильность. Несмотря на недавний скандал, Mutual продолжала превосходить своих конкурентов по числу филиалов (443). К этому времени, по оценке историка Джима Кокса, Mutual и ABC «в значительной степени зачистили большую часть сетевого программирования — за исключением новостей и спортивных мероприятий, а также некоторые давно существовавшие особенностей». Это будет характеризовать основной подход Mutual на протяжении последующих трёх десятилетий со всеми новыми владельцами.
В июле 1966 года 3M продала сеть частной компании Mutual Industries, Inc., возглавляемой Джоном П. Фреймом, и после сделки поменявшей название на «Mutual Broadcasting Corporation». В следующем месяце, после смерти Фултона Льюиса-младшего, его слот в радиоэфире с понедельника по пятницу в 19:00 стал вести его сын Фултон-Льюис III. Когда 1 января 1968 года ABC Radio «разделилась» по демографическому признаку на четыре радиосети, Mutual безуспешно пыталась заблокировать этот процесс через суд. Тем временем, радиосеть страдала от нестабильности руководства: например, Мэттью Дж. Каллиган был президентом Mutual лишь с октября 1966 по июнь 1968 года. Его заменил перешедший с радиоподразделения ABC Роберт Р. Поли, президентом которого он был около семи лет. Но Поли на новом месте работы пробыл лишь год, и ушёл в отставку после столкновения с советом директоров из-за спора о сокращении затрат и других вопросов. Его заменил владелец нескольких филиалов Mutual и член Mutual Affiliates Advisory Council Виктор К. Дим. Но Дим также недолго продержался на посту президента — через четыре года его сменил бывший руководитель радио Майами Ч. Эдвард Литтл, при котором Mutual открыл нишевые службы программирования, воспользовавшись как и ABC, требованием ФКС ко всем радиостанциям регулярно передавать новости и информацию об общественных событиях (требование было отменено в начале 1980-х).
В 1967 году бизнесмен из Огайо Дэниел Г. Овермейер решил основать собственную телесеть, и попытался объединиться с Mutual; его предложение было быстро отклонено, но три акционера Mutual вместе с одиннадцатью другими инвесторами выкупили компанию Овермейера и переименовали её в United Network. Сеть со своей единственной программой «The Las Vegas Show» закрылась через месяц пребывания в эфире. 1 мая 1972 года радиосеть запустила Mutual Black Network (MBN) и Mutual Spanish Network (Mutual Cadena Hispánica); каждая из них еженедельно создавала 100 пятиминутных новостных и спортивных выпусков вместе с другим контентом. В то время как испаноязычная служба просуществует полгода, к 1974 году MBN будет иметь 98 партнёров. В 1976 году 49 % акций MBN было продано Sheridan Broadcasting Corporation, через три года компания стала единственным акционером. В 1991 году Sheridan объединила свою радиосеть с National Black Network, создав American Urban Radio Networks. Дополнительные целевые сервисы, вроде Mutual Southwest Network и Mutual Lifestyle Radio, остались у Mutual.
В 1974 году Mutual начала использовать свои отличительные позывные «Mutualert» или «bee-doops», которые выходили в начале и конце новостных выпусков, программ, между рекламными роликами и идентификационными сетевыми позывными. «Bee-doops» продолжали использоваться Westwood One ещё несколько лет после закрытия Mutual в 1999 году. 30 сентября 1977 года Amway выкупила радиосеть, вскоре после сделки Mutual начала создание первой общенациональной коммерческой сети вещания, положив конец десятилетиям зависимости от телефонных линий для передачи пропускной способности индустрии вещания. В 1979 году Amway купила радиостанцию WCFL у чикагской федерации труда. Впервые сеть, созданная радиостанциями, сама напрямую контролировала радиостанцию на одном из крупнейших рынков страны. К этому году Mutual также достигла наибольшего числа филиалов в своей истории — 950 (что совсем чуть-чуть отставало от успешно применившего многоаспектный подход ABC, но сильно превосходило NBC и CBS). Казалось, что Amway было готово бросить серьёзный вызов лидерам индустрии.

#### Программирование: триумф ток-шоу со звонками слушателей
Одной из немногих успешных основных сетевых программ, помимо новостей и спорта, для Mutual стала запущенная 3 ноября 1975 года первая общенациональная радиопрограмма «Найткэпс», где впервые был организован приём звонков слушателей в прямом эфире. Её ведущим был Херб Джепко, годами ведший подобное ток-шоу на радиостанции KSL из Солт-Лейк Сити. Он так решительно избегал обсуждения спорных тем, что отдельные слушатели попросту рассказывали о погоде у себя дома. Вскоре его ненадолго заменили Лонг Джон Небел и Кэнди Джонс, пока Mutual не наняла малоизвестного радиоведущего ток-шоу на радио WIOD из Майами Ларри Кинга. 30 января 1978 года состоялся его дебютный эфир, к началу 1980-го года набиравшая популярность его программа транслировалась уже 200 филиалами и считалась причиной появления новых партнёров радиосети. King продолжал работать на радио вплоть до 1994 года, хотя уже с 1985 года стал ведущим на CNN. С 1970 по 1977 года Mutual являлась национальным вещателем Monday Night Football.
В ходе 1970-х годов радиосеть ежедневно транслировала пятиминутное шоу This is Liberty Lobby, пропагандировавшая взгляды крайне правой организации Либерти лобби. В конце каждого выпуска слушателям предлагалось получить памфлет «Америка превыше всего». Являвшийся владельцем Mutual в 1970-х годах Бендджамин Гилберт обвинялся в том, что пожертвовал данной организации тысячи долларов.

### 1980-е — 1990-е: конец
В 1980 г. за 14 млн. долл. Amway купила нью-йоркскую радиостанцию WHN, что дало Mutual доступ на второй по величине рынок контролируемых и управляемых станций. Выходившая там музыкальная программ On a Country Road Ли Арнольда получила общенациональный охват. В начале года Mutual подобрала в свой эфир Sears Radio Theater, ранее выходившую на CBS Radio Network, которую переименовала в Mutual Radio Theater. Программа выходила пять раз в неделю по ночам, и в её рамках были экранизированы ряд известнейших драм. В 1981 г. была запущена трёхчасовая программа Dick Clark’s National Music Survey, комбинировавшая музыку и интервью. Несмотря на это и на запуск и функционирование спутникового радио, Amway не получала прибыли от Mutual. Материнская компания приняла решение выйти из радиобизнеса, что вылилось в закрытие 19 декабря 1981 года Mutual Radio Theater, оказавшейся последним оригинальным драматическим проектом. В октябре 1983 года Amway продала принадлежавшую радиосети радиостанцию WCFL Statewide Broadcasting, через год радиостанция WHN была продана Doubleday Broadcasting.
В 1985 году крупная радиопроизводственная компания и синдикатор Westwood One стремилась расширить свою деятельность. Westwood и Mutual идеально походили друг другу: основу филиалов Mutual составляли взрослые, в то время как большая часть аудитории станций-покупателей программ Westwood (в основном связанные с поп-музыкой) составляла молодёжь; Mutual имело новостной контент, которого недоставало Westwood; 810 филиалов Mutual, дававших твёрдое второе место в большой четвёрке. В сентябре 1985 года Amway продала радиосеть Westwood One за 39 млн долл. Глава Westwood Норман Дж. Паттиц, намекая на способность объединённой компании дать рекламодателям доступ к широкой демографической аудитории, назвал сделку «классическим кейсом два плюс два равно пяти.» В 1987 году цены возросли: Westwood One купила старого конкурента Mutual NBC Radio Network за 50 млн долл. Mutual теперь была частью гораздо более крупного программного сервиса, и её идентичность начала утрачиваться. Когда Ларри Кинг в 1993 году поменял формат своего радиошоу на более короткую дневную версию, просуществовавшую ещё один год, его место в вечернем эфире занял бывший радиоведущий WCFL
Джим Боханнон, в 80-х годах подменявший Кинга на Mutual и позже создавшего похожую по формату программу. В 1994 году Westwood One было приобретено Infinity Broadcasting, которая в декабре 1996 года была куплена Westinghouse за 5 млрд долл. Тем самым, три американских радиосети наконец объединились.
К этому времени Mutual являлось только брендом для ряда новостных, спортивных и разговорных программ нового конгломерата, объединённых в подразделение Westwood One. Дикторы Mutual и NBC Radio работали в студии Westwood One - бывшем главном здании Mutual в виргинском Кристал-Сити. В начале 1999 г. Westwood One сообщило о планах поменять название Mutual на CNN Radio, права на которое появились после сделки со входящим в Time Warner Turner Broadcasting System. Бывший сотрудник новостной команды Mutual рассказал о конце бренда: «Официальным временем смерти Mutual Radio стала полночь 17 апреля 1999 г. Ни дани уважения, ни упоминания о том, что это был последний новостной выпуск … оно просто умерло». Последним упоминанием имени Mutual в тот вечер сделал радиоведущий Джим Боханнон, в последний раз закончивший свой эфир фразой «Это Mutual Broadcasting System». Здание в Кристал-Сити было закрыто в марте 2001 г., основное производственное подразделение Westwood переехало в нью-йоркский CBS Broadcast Center. 10 июля 2020 года Cumulus анонсировало закрытие с 30 августа новостного отделения Westwood One, последний выпуск должен пройти в 23:30

## Наследие
Некоторые программы Westwood One, сейчас принадлежащего Cumulus Media, связаны с Mutual. Джим Боханнон остаётся в эфире со своим шоу в формате интервью/приёма звонков слушателей, дебютировавшего в 1985 году и являвшегося прямым наследником «Найткэпс» и утренним новостным журналом America in the Morning (первый эфир состоялся в 1984 году, в декабре 2015 году покинул программу). Нынешняя версия программы Meet the Press, первый эфир которой состоялся в 1945 году, сейчас выходит и на Westwood One. Одновременная радиотрансляция телепрограммы Larry King Live продолжалась вплоть до конца 2009 года. Брендовая программа Mutual Country Countdown USA, появившаяся после сделки с Westwood One purchase, присутствует в программной сетке с новым названием CMT Country Countdown USA.
Радиоправа на трансляцию игр Нотр Дам ещё до закрытия Mutual были оформлена как продукт Westwood One. По окончании футбольного сезона в 2007 году из-за финансовых причин сотрудничество было прекращено, новым партнёром команды стал ISP Sports.
Радиостанции-основатели WOR и WLW сейчас принадлежат iHeartMedia, которая управляет собственной Premiere Networks. WGN входит в Tribune Radio Network, и до 2014 года транслировала матчи Чикаго Кабс. WOR через синдикацию транслирует по уик-эндам некоторые разговорные программы WOR Radio Network и WLW.
Расположенная в вашингтонском Спокане, Mutual Broadcasting System LLC использует имена Mutual и Liberty для своих радиостанций KTRW (Спокан) и KTAC (Эфрата). Они никак не связаны с этими радиосетями, их формат основан на adult standards, ностальгической музыки и ряде христианских программ. Имя Mutual используется как часть образа золотой эпохи радио.

### Аудио
- Gabriel Heatter on the Doolittle Raid audio extract from news report, May 10, 1942; part of Authentic History Center website
- Mutual: Blackout on the West Coast audio extract from news report, December 8, 1941; part of Authentic History Center website
- Spotlight on Golden Age Networks—MBS links to audio samples of classic Mutual shows (note that the Lone Ranger sample comes from 1948, after the show had left Mutual); part of Digital Deli Online
- WOR: Interruption of Giants-Dodgers Football Game audio clip of news flash, December 7, 1941; part of Authentic History Center website